# Filharmonikerna i det gröna

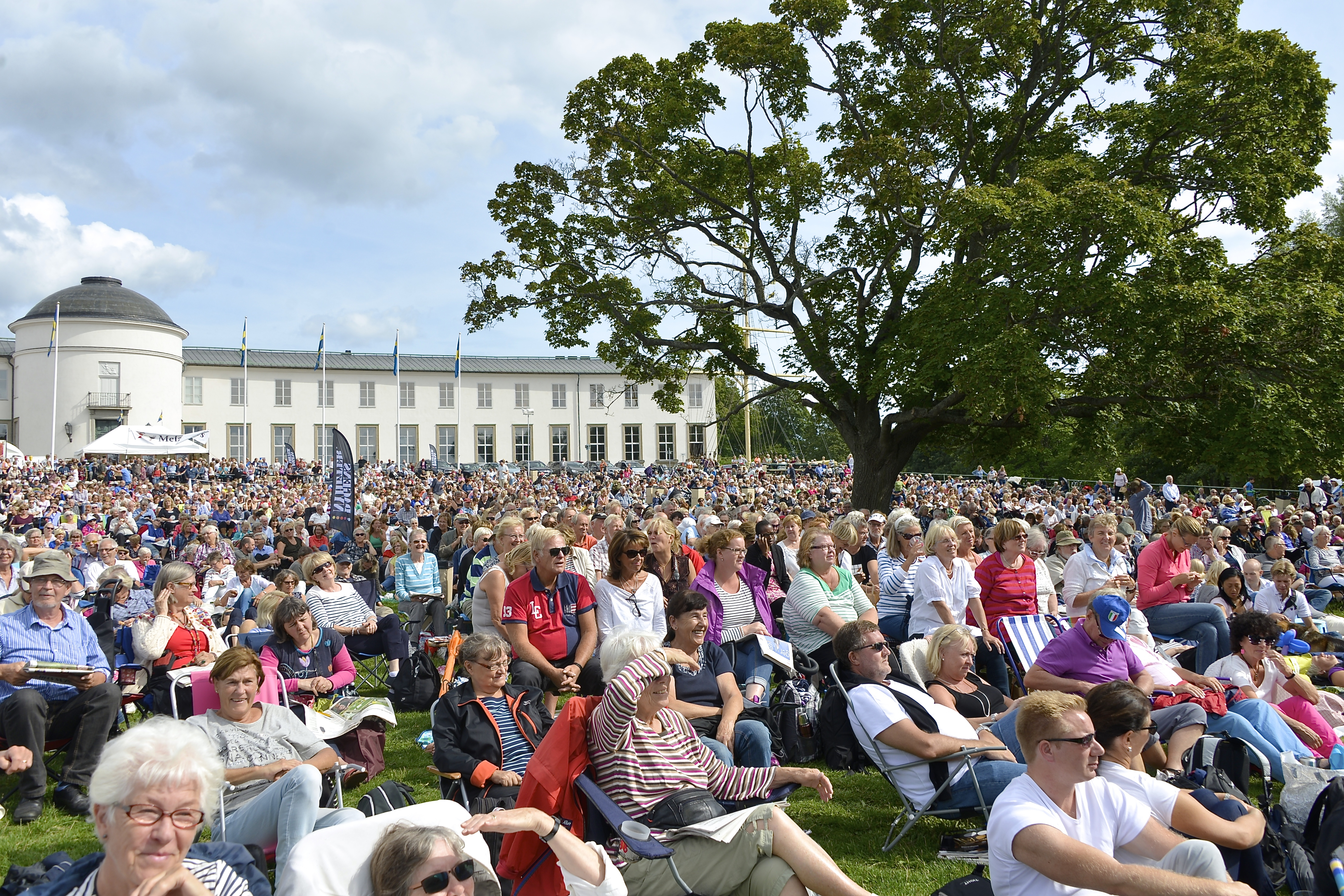
DN-konserten 2014.

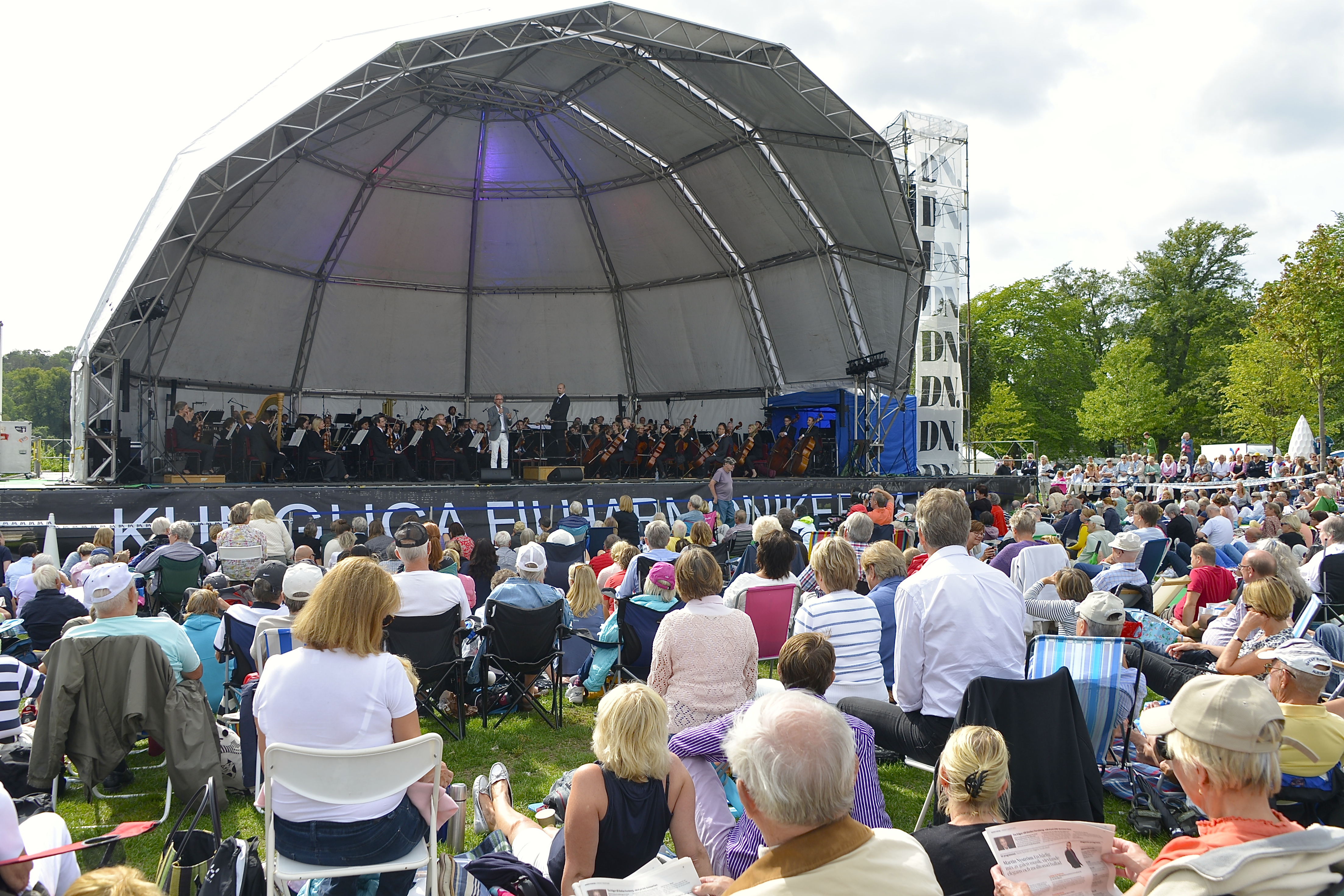
DN-konserten med Kungliga Filharmonikerna på Gärdet i Stockholm 2014.

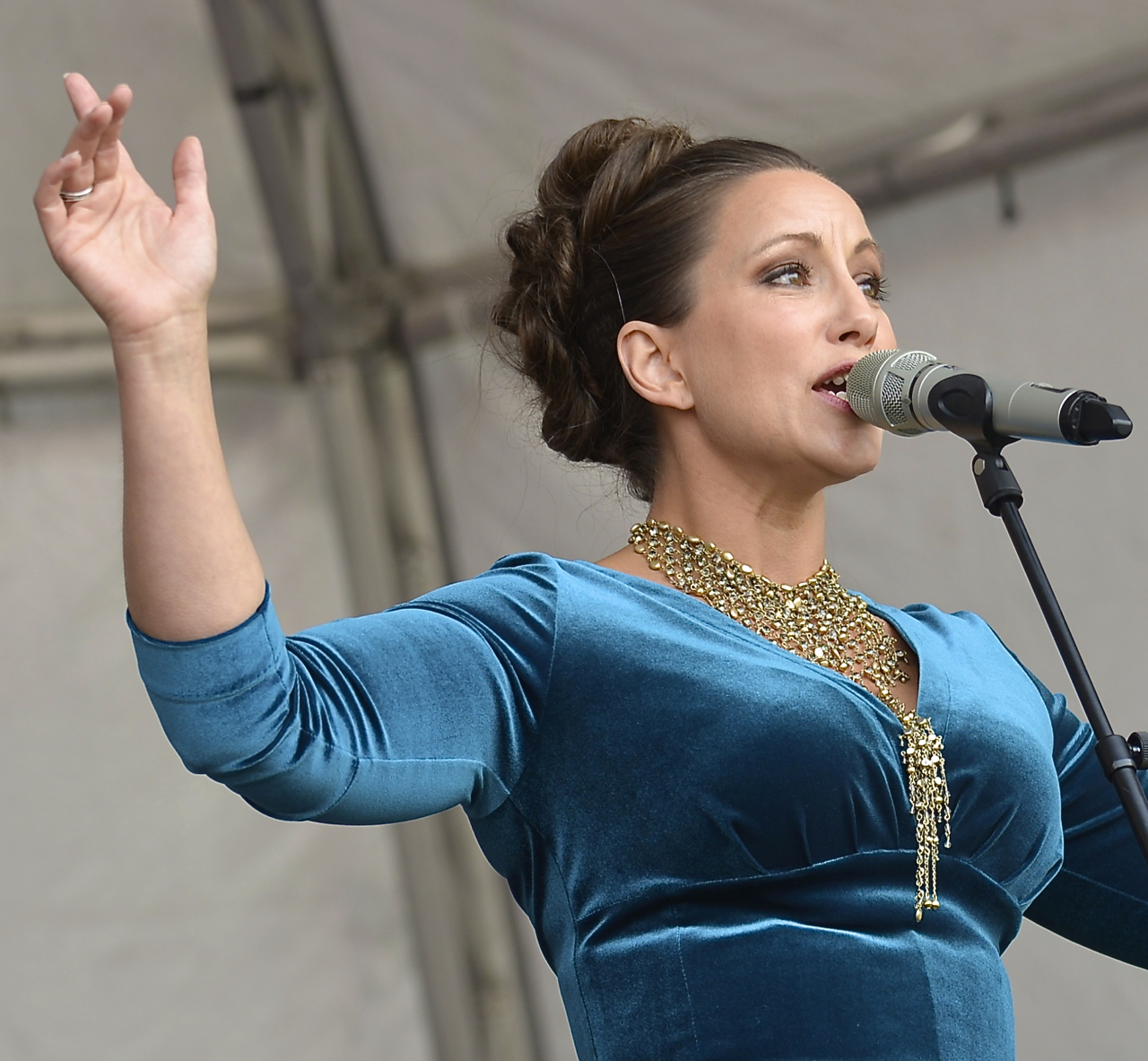
Lisa Nilsson under DN-konserten 2014.

Filharmonikerna i det gröna, eller DN-konserten, är en årligen återkommande utomhuskonsert på Gärdet i Stockholm som arrangeras av Dagens Nyheter och Kungliga Filharmonikerna. Konserten som lockar en publik på tiotusentals personer arrangerades första gången den 10 augusti 1975.

## Historik
Idén till sommarkonserterna kom från DN:s dåvarande marknadschef Cian Lund som lyckades få med sig journalisten Thorleif Hellbom, ansvarig för DN:s stockholmsbilaga ”På stan”. De ville skapa en opretentiös picknickkonsert med klassisk musik. Inspirationen hade Cian Lund bland annat fått från de konserter som arrangerades i Central Park i New York. Hellbom och Lund kontaktade Kungliga filharmonikerna (då med namnet Stockholms filharmoniska orkester) och spelplatsen man valde blev gräsplanen framför Sjöhistoriska museet på Gärdet. Den första konserten framfördes 10 augusti 1975 med Sten Frykberg som dirigent.
Konserten äger alltid rum en söndag i augusti. Basen i konsertrepertoaren är klassisk musik men mer ”lätt” musik ingår också. Ett populärt nummer är allsången som introducerades 1979 med Edward Elgars välkända Pomp and circumstance. Efter klagomål på sångens nationalistiskt engelska text ersattes den av populära sånger som Bellmans Fjäriln vingad syns på Haga, Evert Taubes Sjösalavals och Astrid Lindgren och Georg Riedels Idas sommarvisa.

## De senaste årens konserter

### 2006
Dirigent Cecilia Rydinger Alin

Värd Sissela Kyle

Solist Peter Jöback

### 2007
Dirigent Eva Ollikainen

Värd Peter Settman

Solist Gunilla Backman

### 2008
Dirigent Petter Sundkvist

Värd Michael Nyqvist

Solist Sanna Nielsen

### 2009
Dirigent Stefan Solyom 

Värd Henrik Dorsin 

Solist Malena Ernman

### 2010
Dirigent Johannes Gustavsson 

Värd Pia Johansson

Solist Martin Fröst (klarinett)

### 2011
Dirigent Patrik Ringborg 

Värd Morgan Alling

Solist Nina Persson

### 2012
Dirigent Marc Soustrot

Värd Samuel Fröler

Solist Malin Byström

### 2013
Dirigent: Anna-Maria Helsing

Värd: Stefan Forsberg

Solist: Sarah Dawn-Finer

### 2014
Dirigent: David Björkman

Värd: Stefan Forsberg

Solist: Lisa Nilsson

### 2015
Dirigent: Anna-Maria Helsing

Värd: Stefan Forsberg

Solist: Helen Sjöholm

### 2016
Dirigent: Karina Canellakis

Värd: Kattis Ahlström

Solist: Peter Jöback